# Championnat de Belgique féminin de football 2015-2016
Navigation
Saison précédente Saison suivante
Cette page présente les participants de la Super League belge de football féminin lors de la saison 2015-2016. 

## Clubs participants
| Nom du club          | Entraîneur       | DC   | Stade                         | Capacité | Nb T. |
| -------------------- | ---------------- | ---- | ----------------------------- | -------- | ----- |
| Standard de Liège    | Benoit Waucomont | 1971 | Académie Robert Louis-Dreyfus | 1 000    | 18    |
| RSC Anderlecht       | Filip De Winne   | 1971 | Centre National Tubize        | 1 000    | 4     |
| KAA La Gantoise      | Frederik Claeys  | 1996 | Stade PGB                     | 2 500    | /     |
| Ladies Genk          | Benny Lemmens    | 1971 | Plaine Turkse Rangers         | 1 000    | /     |
| Lierse SK            | Alex Dierckx     | 1986 | Stade Herman Vanderpoorten    | 14 538   | /     |
| KSK Heist            | Vic Crabbé       | 1973 | Stade communal                | 7 000    | 3     |
| Oud-Heverlee Louvain | Patrick Merckx   | 1986 | Stade communal                | 1 500    | /     |
| DVC Eva's Tirlemont  | Hans Bergans     | 1971 | Complexe Saint-Barbara        | 1 000    | 1     |

Localisation des clubs engagés dans le championnat
| \| Standard de Liège RSC Anderlecht KAA La Gantoise Ladies Genk Lierse SK KSK Heist Oud-Heverlee Louvain DVC Eva's Tirlemont \| |
| Standard de Liège RSC Anderlecht KAA La Gantoise Ladies Genk Lierse SK KSK Heist Oud-Heverlee Louvain DVC Eva's Tirlemont       |

## Résultats et classements

### Résultats1rephase
|                      | AND | GNK | GNT | HEI | LIS | LIE | OHL  | TIR |
| -------------------- | --- | --- | --- | --- | --- | --- | ---- | --- |
| RSC Anderlecht       |     | 2-0 | 2-0 | 0-0 | 3-0 | 2-1 | 3-0  | 5-0 |
| KRC Genk Ladies      | 0-1 |     | 4-2 | 1-0 | 1-2 | 0-4 | 3-0  | 1-0 |
| AA Gand Ladies       | 0-1 | 4-1 |     | 1-2 | 1-1 | 0-2 | 4-0  | 2-0 |
| KSK Heist            | 1-2 | 0-3 | 0-2 |     | 0-5 | 0-1 | 1-0  | 1-1 |
| K Lierse SK          | 1-0 | 1-0 | 0-0 | 2-0 |     | 1-1 | 2-0  | 4-0 |
| Standard de Liège    | 1-2 | 4-0 | 1-3 | 6-1 | 1-1 |     | 15-0 | 5-0 |
| Oud-Heverlee Louvain | 0-6 | 0-3 | 0-1 | 1-0 | 0-7 | 1-9 |      | 0-2 |
| DVC Eva's Tirlemont  | 0-0 | 1-0 | 2-3 | 2-2 | 0-3 | 1-4 | 3-0  |     |

### Classement1rephase[1]
| Rang | Équipe              | Pts | J  | G  | N | P  | Bp | Bc | Diff |
| ---- | ------------------- | --- | -- | -- | - | -- | -- | -- | ---- |
| 1    | RSC Anderlecht      | 35  | 14 | 11 | 2 | 1  | 29 | 4  | +25  |
| 2    | Lierse SK           | 31  | 14 | 9  | 4 | 1  | 30 | 7  | +23  |
| 3    | Standard de Liège T | 29  | 14 | 9  | 2 | 3  | 55 | 12 | +43  |
| 4    | KAA La Gantoise     | 23  | 14 | 7  | 2 | 5  | 23 | 16 | +7   |
| 5    | Ladies Genk         | 18  | 14 | 6  | 0 | 8  | 17 | 21 | -4   |
| 6    | DVC Eva's Tirlemont | 12  | 14 | 3  | 3 | 8  | 12 | 30 | -18  |
| 7    | KSK Heist           | 9   | 14 | 2  | 3 | 9  | 8  | 27 | -19  |
| 8    | OHL                 | 3   | 14 | 1  | 0 | 13 | 2  | 59 | -57  |

Légende
- Qualifiés pour les play-offs 1
- Qualifiés pour les play-offs 2

Abréviations
T : Tenant du titre

### Résultats play-offs 1
|                   | AND   | STA   | LIE   | AAG   |
| ----------------- | ----- | ----- | ----- | ----- |
| RSC Anderlecht    |       | 0 - 2 | 1 - 2 | 0 - 0 |
| Standard de Liège | 1 - 1 |       | 2 - 1 | 3 - 1 |
| K Lierse SK       | 6 - 1 | 0 - 3 |       | 3 - 1 |
| AA Gand Ladies    | 1 - 1 | 1 - 2 | 1 - 0 |       |

### Classement play-offs 1
Les points de la 1re phase sont divisés en 2
| Rang | Équipe              | Pts | J | G | N | P | Bp | Bc | Diff |
| ---- | ------------------- | --- | - | - | - | - | -- | -- | ---- |
| 1    | Standard de Liège T | 31  | 6 | 5 | 1 | 0 | 16 | 4  | +12  |
| 2    | Lierse SK           | 25  | 6 | 3 | 0 | 3 | 12 | 9  | +3   |
| 3    | RSC Anderlecht      | 21  | 6 | 0 | 3 | 3 | 5  | 13 | -8   |
| 4    | KAA La Gantoise     | 17  | 6 | 1 | 2 | 3 | 6  | 10 | -4   |

Légende
- Champion de Belgique 2017
- Club ayant choisi d'arrêter ses activités

Abréviations
T : Tenant du titre 2016

### Résultats play-offs 2
|                      | GEN   | TIE   | HEI   | LEU   |
| -------------------- | ----- | ----- | ----- | ----- |
| KRC Genk Ladies      |       | 0 - 1 | 1 - 1 | 4 - 0 |
| DVC Eva's Tirlemont  | 5 - 1 |       | 2 - 5 | 4 - 0 |
| KSK Heist            | 1 - 0 | 1 - 2 |       | 2 - 0 |
| Oud-Heverlee Louvain | 1 - 3 | 2 - 3 | 1 - 1 |       |

### Classement play-offs 2
Les points de la 1re phase sont divisés en 2
| Rang | Équipe              | Pts | J | G | N | P | Bp | Bc | Diff |
| ---- | ------------------- | --- | - | - | - | - | -- | -- | ---- |
| 1    | DVC Eva's Tirlemont | 21  | 6 | 5 | 0 | 1 | 17 | 9  | +8   |
| 2    | Ladies Genk         | 16  | 6 | 2 | 1 | 3 | 9  | 9  | 0    |
| 3    | KSK Heist           | 16  | 6 | 3 | 2 | 1 | 10 | 5  | +5   |
| 4    | OHL                 | 3   | 6 | 0 | 1 | 5 | 3  | 16 | -13  |

## Classement des buteuses
1. Aline Zeler (Standard de Liège), Sanne Schoenmakers (Standard de Liège), Jana Coryn (Lierse SK) : 14
2. Amber Maximus (AA Gand Ladies) : 10
3. Solange Rodrigues Carvalhas (RSC Anderlecht) : 8
4. Tine De Caigny (Lierse SK), Pauline Crammer (RSC Anderlecht), Stevie Malagrida (KRC Genk Ladies) : 6
5. Davinia Vanmechelen (Standard de Liège), Julie Biesmans (Standard de Liège) : 5

## Quelques chiffres
- Meilleure attaque : Standard de Liège 81 buts
- Meilleure défense : Standard de Liège, Lierse SK 16 buts
- Moins bonne attaque : OHL 5 buts
- Moins bonne défense : DVC Eva's Tirlemont 77 buts
- Plus grand nombre de victoires : Standard de Liège 14
- Plus grand nombre de victoires consécutives : -
- Plus grand nombre de victoires à domicile : Standard de Liège, RSC Anderlecht 6
- Plus grand nombre de victoires à l'extérieur : Standard de Liège 8
- Plus grand nombre de nuls :  KSK Heist 5
- Plus grand nombre de défaites :  OHL 18
- Plus grand nombre de buts marqués en un match : Standard de Liège-OHL 15 (score final: 15-0)